# AirX Charter
AirX Charter è una compagnia aerea charter maltese, con sede a Vittoriosa mentre il suo hub principale è l'aeroporto Internazionale di Luqa.

## Storia
AirX Charter è stata fondata nel 2011 quando John Matthews ha acquistato le attività della compagnia aerea austriaca AirX. Nel 2013 ha spostato la propria sede a Malta e la flotta è stata ampliata per soddisfare le esigenze dei clienti VIP. Nel 2012 è arrivato il primo Bombardier Challenger 850, seguito dai Cessna Citation X nel 2013, Boeing 737 Classics nel 2015 e Airbus A340-300 che sono entrati nella flotta nel 2017, seguiti dal primo Lineage 1000. La compagnia aerea ha quattro sedi dislocate a Malta, in Regno Unito, in Germania e negli Stati Uniti.

## Flotta

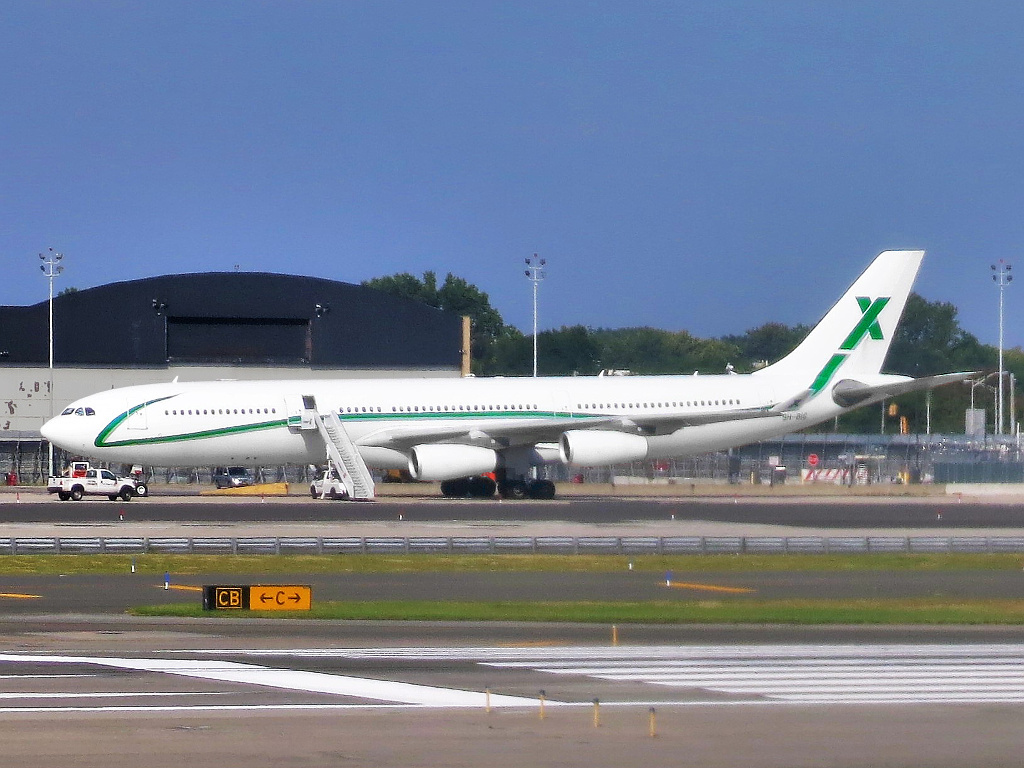
Un Airbus A340-300

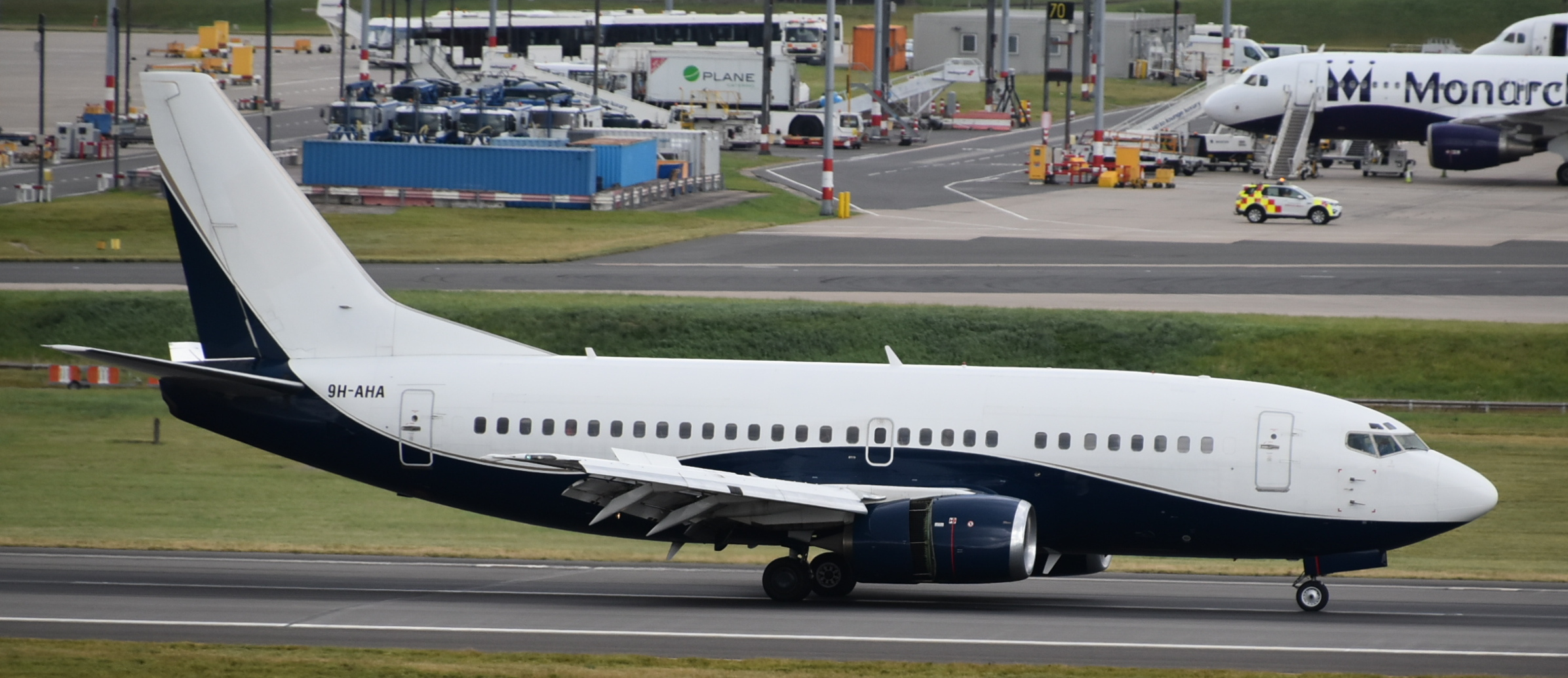
Un Boeing 737-500

A febbraio 2024 la flotta di AirX Charter è così composta: